# للیس
للیس (به لاتین: Lelis) یک روستا در لهستان است که در گمینا للیس واقع شده‌است.